# Didier Ratsiraka
Didier Ignace Ratsiraka (4. listopadu 1936 – 28. března 2021) byl madagaskarský politik a námořní důstojník, prezident Madagaskaru v letech 1975–1993 a 1997–2002. Byl nejdéle sloužícím prezidentem Madagaskaru.
Poprvé byl prezidentem zvolen roku 1975 vojenskou juntou, ale poté byl zvolen znovu v letech 1982 a 1989. V roce 1992 prohrál s Albertem Zafym, ale po volbách 1997 se do úřadu vrátil. Volby roku 2001 skončily dlouhotrvajícím sporem mezi Ratsirakou a jeho oponentem Marcem Ravalomananou, který se odmítl zúčastnit druhého kola voleb. Ratsiraka však nakonec odstoupil.